# Grosvenor Building

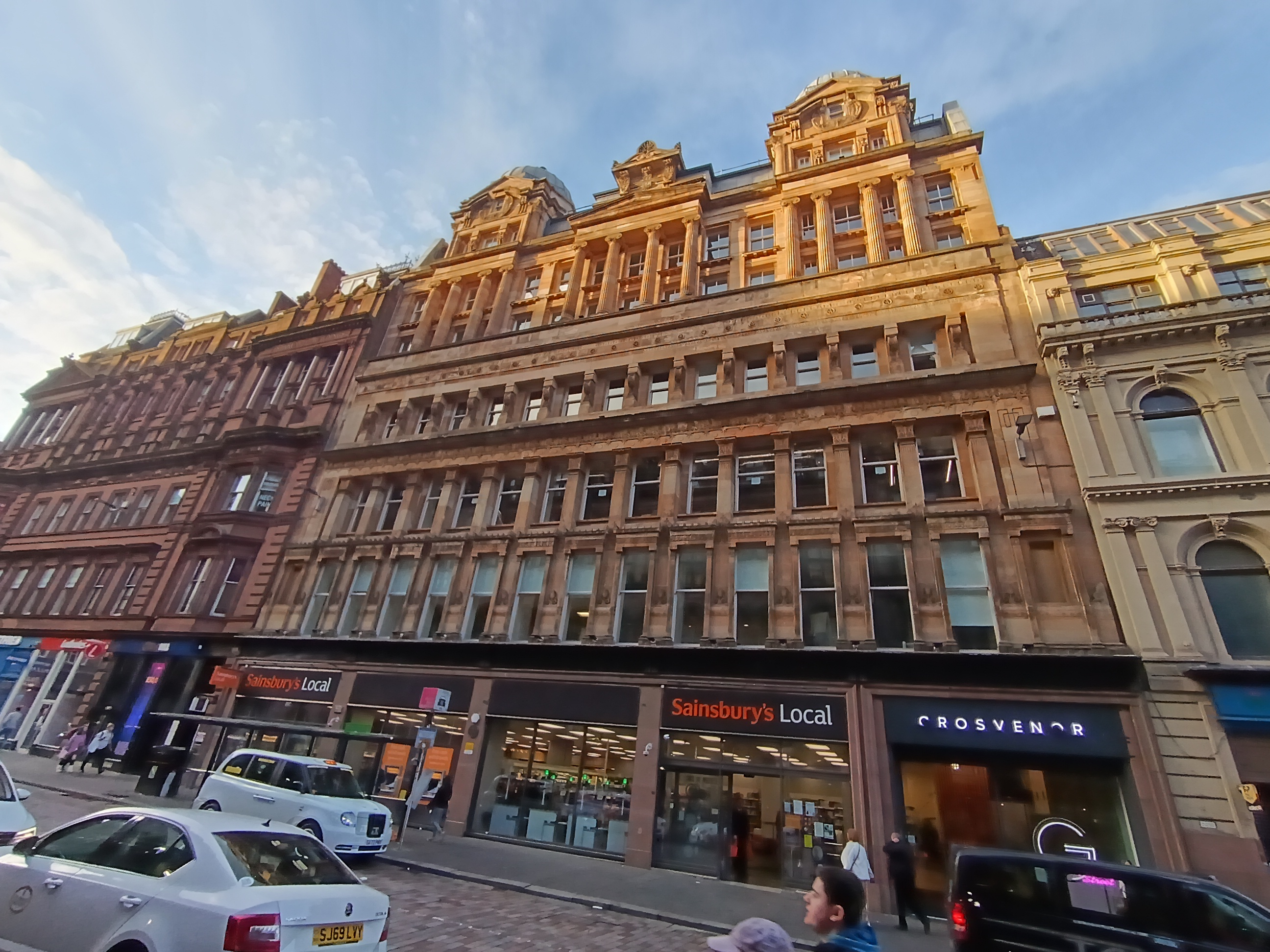
Grosvenor Building

Die Grosvenor Building sind ein Geschäftsgebäude in der schottischen Stadt Glasgow. 1970 wurde das Bauwerk als Einzeldenkmal in die schottischen Denkmallisten zunächst in der Kategorie B aufgenommen. Die Hochstufung in die höchste Denkmalkategorie A erfolgte 1988.

## Geschichte
Das Gebäude wurde zwischen 1858 und 1859 nach einem Entwurf des schottischen Architekten Alexander Thomson erbaut. Bereits nach wenigen Jahren brannte es aus und wurde zwischen 1864 und 1866 ebenfalls durch Thomson neu aufgebaut. Clarke & Bell wurden mit der Überarbeitung zur Einrichtung eines Restaurants zwischen 1897 und 1899 beauftragt. Dasselbe Architekturbüro plante die Aufstockung um zwei Geschosse bis 1907. Zwischen 1971 und 1974 wurde das Grosvenor Building zu einem Bürogebäude umgenutzt.

## Beschreibung
Das Grosvenor Building steht zwischen Gordon Street und Renfield Lane im Zentrum Glasgows. Gegenüber liegt der Bahnhof Glasgow Central, an der Rückseite steht das Daily Record Building gegenüber. Das sechsstöckige Gebäude ist klassizistisch ausgestaltet. Seine südexponierte Frontfassade ist 15 Achsen weit, die im Schema 1–3–2–3–2–3–1 angeordnet sind. Insbesondere die ersten drei Obergeschosse weisen die typischen Details des griechischen Klassizismus der Arbeiten Thomsons auf. Die Ladenfront im Erdgeschoss ist neueren Datums. Gesimse mit Antefixen und Akroterien sowie Anthemien- und Palmettenfriese gliedern die Fassade horizontal. Die äußeren Fenster des ersten Obergeschosses sind im Stile von Ädikulä gestaltet. Pilaster flankieren die Fenster.
Die oberen beiden Stockwerke weisen Details des Neobarocks der edwadrianischen Ära auf. Dort finden sich drei ionische Portikus mit abschließenden Giebeln. Auf den äußeren Achsen laufen sie in Zwerchgiebeln mit abschließenden Kuppeln aus.